# فرانس جپسن وال
فرانس جپسن وال (انگلیسی: Frans Jeppsson Wall؛ زادهٔ ۱۹ دسامبر ۱۹۹۸) یک موسیقی‌دان اهل سوئد است.
وی با ترانه «اگر تقصیر من بود» نماینده سوئد در یوروویژن ۲۰۱۶ بود.
او در مسابقه آواز یوروویژن ۲۰۱۶ پنجم شد.